# Waipouaïta
La waipouaïta és un mineral de la classe dels silicats.

## Característiques
La waipouaïta és un silicat de fórmula química Ca₃V4+₅O9[Si₂O₅(OH)₂][Si₃O₇(OH)₂]·11H₂O. Va ser aprovada com a espècie vàlida per l'Associació Mineralògica Internacional l'any 2020, i publicada en el mes de maig de 2024. Cristal·litza en el sistema monoclínic.
L'exemplar que va servir per a determinar l'espècie, el que es coneix com a material tipus, es troba conservat a les col·leccions mineralògiques del Museu d'Austràlia Meridional, a Adelaida, Austràlia, amb el número de registre: g34802.

## Formació i jaciments
Va ser descoberta en una pedrera homònima a la localitat d'Aranga, dins el districte de Kaipara (Northland, Nova Zelanda). Aquesta pedrera és l'únic indret de tot el planeta on ha estat descrita aquesta espècie mineral.